# 백운로 (대전 공주)
백운로(白雲路)는 대전광역시 유성구 방동 두마 교차로와 충청남도 공주시 반포면 온천리 삽재 교차로를 잇는 도로이다. 2007년 1월 3일에 개통되었다.

## 역사
- 2007년 1월 3일 : 대전광역시 유성구 방동 ~ 충청남도 공주시 반포면 온천리 10.06km 구간 확장 개통, 기존 계룡시 금암동 연화 교차로 ~ 공주시 반포면 온천리 박정자삼거리 11.36km 구간 폐지[1][2]
- 2009년 7월 10일 : 2개 이상 시·도에 걸쳐 있는 도로로 백운로를 고시[3]

## 주요 경유지
대전광역시
- 유성구 (방동 · 송정동 · 세동)

충청남도
- 공주시 반포면

## 노선
| 이름                   | 접속 노선                  | 소재지        | 소재지                           | 비고                                        |
| ---------------------- | -------------------------- | ------------- | -------------------------------- | ------------------------------------------- |
| 두마교차로             | 국도 제4호선 (계백로)      | 대전광역시    | 유성구                           |                                             |
| 한당교                 |                            | 대전광역시    | 유성구                           |                                             |
| 중세교차로             | 계백로93번길 세동로249번길 | 대전광역시    | 유성구                           |                                             |
| 세동교차로 (세동교)    | 세동로                     | 대전광역시    | 유성구                           |                                             |
| 계룡1터널              |                            | 대전광역시    | 유성구                           | 공주 방면 연장 2,600m 대전 방면 연장 2,665m |
| 계룡1터널              | 충청남도                   | 공주시 반포면 |                                  | 공주 방면 연장 2,600m 대전 방면 연장 2,665m |
| 계룡2터널              | 충청남도                   | 공주시 반포면 |                                  | 공주 방면 연장 706m 대전 방면 연장 695m     |
| 사봉교                 | 충청남도                   | 공주시 반포면 |                                  |                                             |
| 삽재교차로             | 충청남도                   | 공주시 반포면 | 국도 제32호선 (금벽로, 현충원로) |                                             |
| 대전광역시 유성구 경계 |                            |               |                                  |                                             |

## 건물 및 시설
- 계룡터널관리사무소: 대전광역시 유성구 백운로 580(세동)